# Lauren Grandcolas
Lauren Grandcolas (Bloomington, 31 de agosto de 1963-Municipio de Stonycreek, 11 de septiembre de 2001) fue una de las pasajeras a bordo del Vuelo 93 de United Airlines el 11 de septiembre de 2001, que realizó llamadas, proporcionando información sobre el secuestro del vuelo como parte de los atentados del 11 de septiembre de 2001. Realizó una llamada a su marido a través de un teléfono disponible en el avión, y le dejó un mensaje informándole sobre el problema en el avión.

## Biografía
Grandcolas nació el 31 de agosto de 1963 en Bloomington, Indiana. Asistió al Stratford High School en Houston, Texas y después asistió a la Universidad de Texas en Austin, donde fue miembro del Alpha Delta Pi. Conoció a su marido, Jack Grandcolas, en la universidad.
Trabajó para una firma de abogados y para PwC, antes de convertirse en una experta en mercadotecnia para Good Housekeeping. En el momento de su muerte, una editorial estaba interesada en publicar un libro que Grandcolas estaba escribiendo. Tres semanas antes de los atentados del 11 de septiembre, Grandcolas dejó su trabajo en Good Housekeeping para dedicarse a su libro.
Sus hermanas trabajaron con la editorial, Chronicle Books, para que su libro fuera publicado después de su muerte. El libro, titulado You Can Do It!: The Merit Badge Handbook for Grown-Up Girls, fue publicado el 10 de abril de 2005. Las hermanas de Grandcolas aparecieron el 19 de abril de 2005 en Good Morning America para hablar del libro.
Los ingresos del libro fueron destinados a la fundación Lauren Catuzzi Grandcolas, que contribuye a través de los fondos a un programa de becas de la universidad, y a organizaciones caritativas de Estados Unidos.
Grandcolas también estuvo involucrada con organizaciones benéficas, incluyendo United Way of America, March of Dimes, Project Open Hand, Juvenile Diabetes Foundation, Breast Cancer Awareness y Glide Memorial. Grandcolas también era una ATS.

## Atentados del 11 de septiembre de 2001

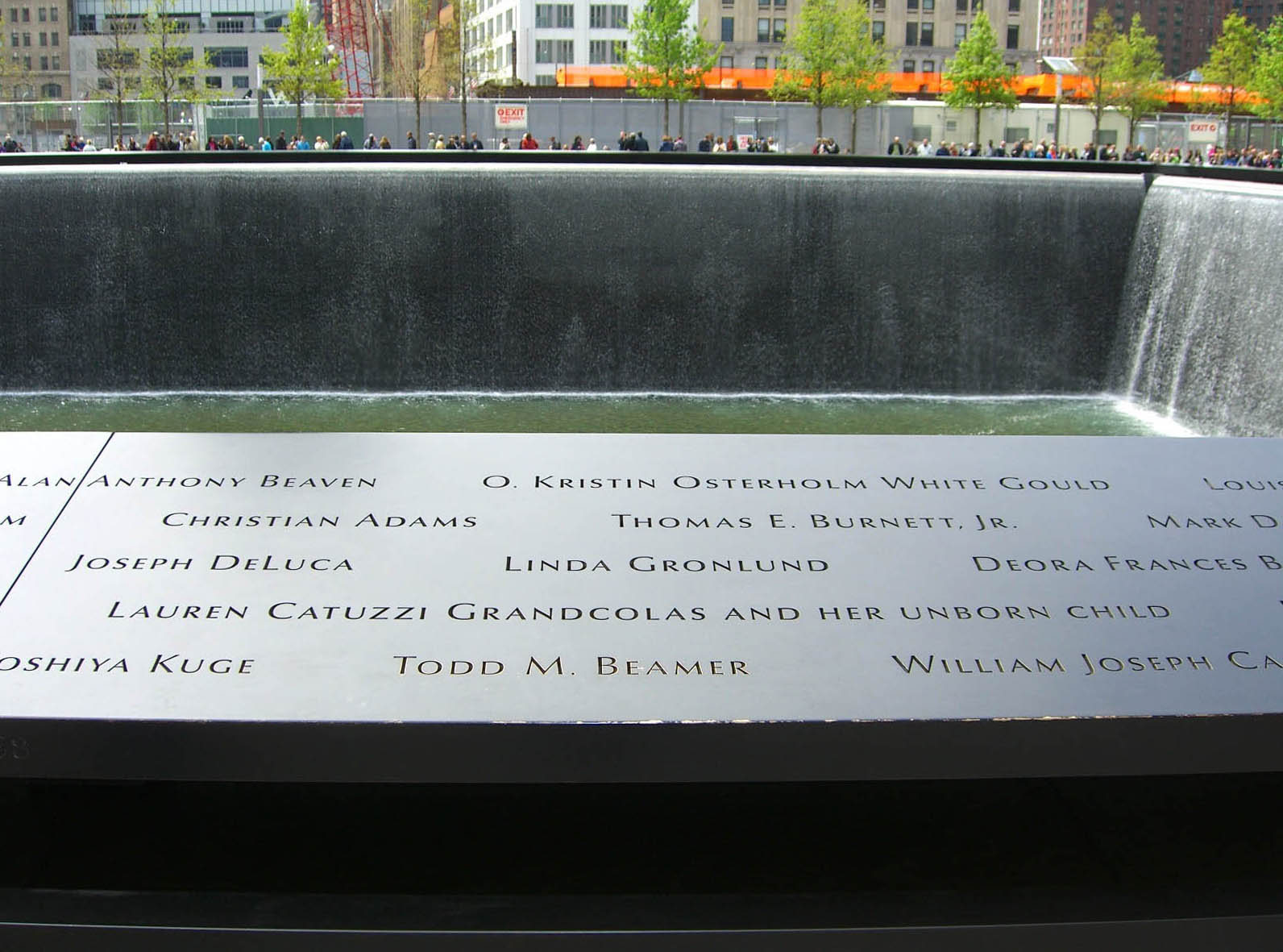
El nombre de Grandcolas y de su hijo se encuentran memorializados en el panel S-68 de la piscina sur del National September 11 Memorial & Museum.

Grandcolas había asistido al funeral de su abuela en Carlstadt, Nueva Jersey y regresaba a su casa en San Rafael, California. Llegó temprano al aeropuerto el 11 de septiembre de 2001, permitiéndole embarcar en el Vuelo 93 de United Airlines, que abandonaba el aeropuerto con más prontitud que el vuelo con el que originalmente tenía previsto volar.
Grandcolas, que originalmente se encontraba sentada en plaza 11D, llamó a su marido desde la cola del avión en la fila 23. Dejó un mensaje para su marido, que seguía durmiendo, informándole sobre el problema en el avión. El último mensaje telefónico que envío a su marido fue reproducido en el docudrama, The Flight That Fought Back. En el momento de su muerte, a los 38 años, se encontraba embarazada de tres meses de su primer hijo.
El padre de Grandcolas, Lawrence R. Catuzzi, fue copresidente del grupo de trabajo nacional del Memorial Nacional al Vuelo 93, desde 2002 hasta 2005.
En el National September 11 Memorial & Museum, Grandcolas se encuentra recordada en la piscina sur, en el panel S-68, junto con otros pasajeros del vuelo 93.